# Simgok-dong
Simgok-dong (koreanska: 심곡동)  är en stadsdel i staden Bucheon i provinsen Gyeonggi i den nordvästra delen av Sydkorea, 16 km väster om huvudstaden Seoul.